# أبو ظبي كلاسيك إف إم
إذاعة أبو ظبي كلاسيك، هي إذاعة محلية تابعة إلى شبكة أبو ظبي للإعلام، في الامارات العربية المتحدة تبثّ موسيقى وأغاني كلاسيكية على مدار الوقت.

## البرامج
تتميز الإذاعة بالفقرات والبرامج التي تحتوي على موسيقى كلاسيكية جميلة وهادئة.

## وصلات خارجية
formal site